# Леймайлам
Леймойлоам — горная вершина в Сунженском районе Ингушетии. Высота над уровнем моря составляет 2496 метра. Село Тарское расположено в 14,1 км к северо-западу от горы.  
Структурно состоит в виде пальцеобразно-веерных расходящихся скальных хребтов, с отходящим от горы хребтом Кийдун, а также ущельями Фалкичу, Кийчу, Карыкдычок.